# Dobrica Ćosić
Dobrica Ćosić (ciríl·lic serbi Добрица Ћосић, AFI [dɔ̂brit͡sa t͡ɕɔ̌ːsit͡ɕ]; Velika Drenova, prop de Trstenik, 29 de desembre de 1921 - Belgrad, 18 de maig de 2014) va ser un escriptor, novel·lista, assagista i teòric polític serbi, membre de ple dret de l'Acadèmia Sèrbia de Ciències i Arts. Va ser el primer president de la República Federal de Iugoslàvia des del 1992 fins al 1993. Els admiradors sovint s'hi refereixen com el "Pare de la Nació", a causa de la seva influència en la política sèrbia moderna i el moviment nacional de revitalització a la fi dels anys vuitanta; Els opositors sovint utilitzen aquest terme de forma irònica.

## Primers anys i carrera
Ćosić va néixer com a Dobrosav Ćosić el 1921 al poble de Velika Drenova prop de Trstenik, llavors al Regne de Iugoslàvia. Algunes fonts han afirmat incorrectament que la seva data de naixement fou el 4 de gener de 1922.
Abans de la Segona Guerra Mundial va poder assistir a l'escola d'agricultura professional a Aleksandrovac. Es va unir a l'organització juvenil comunista a Negotin el 1939. Quan la Segona Guerra Mundial va arribar a Iugoslàvia el 1941, es va unir als partisans comunistes. Després de l'alliberament de Belgrad a l'octubre de 1944, va romandre actiu en llocs de lideratge comunista, incloent treballs en la comissió d'agitació i propaganda del comitè central de la Lliga dels Comunistes de Sèrbia, així com representant popular de la seva regió natal. A principis dels anys cinquanta, va visitar el camp de concentració de Goli Otok, on les autoritats iugoslaves van empresonar els opositors polítics del Partit Comunista. Ćosić va sostenir que ho feia per comprendre millor la ment estalinista.
Ćosić estigué involucrat en la restauració de les relacions sovieticoiugoslaves després de la mort de Stalin a través de la cooperació intercultural. El 1954, Dobrica va visitar el Congrés d'Escriptors Soviètics, i el 1956 a l'URSS es va publicar la traducció al rus del seu llibre "El sol és lluny" serbi: Daleko je Sunce. sobre la lluita dels partisans amb els feixistes.
El 1956 es trobava a Budapest durant la revolta hongaresa. Assistia a la reunió dels editors de revistes literàries dels països socialistes el dia que va començar la revolució i va romandre allà fins al 31 d'octubre quan va ser transportat de nou a Belgrad en un avió noliejat per la Creu Roja Iugoslava. Encara no és clar si es tracta d'una coincidència purament o que va ser enviat allà com a agent secret iugoslau. No obstant això, fins i tot va mantenir discursos polítics a favor d'una revolució a Budapest i, a la tornada, va escriure un informe detallat sobre el tema que, per a algunes opinions, va afectar molt i va donar forma a una visió oficial iugoslava sobre tota la situació. Part de les seves memòries i reflexions sobre les circumstàncies posteriors es publicaren sota el nom de "Set dies a Budapest", serbi: Sedam dana u Budimpešti. El 1961, es va unir al mariscal Tito en una gira de 72 dies amb el iot presidencial (el Galeb) per visitar vuit països africans no alineats. Aquest viatge mostra com Ćosić era part del règim de Tito a l'inici de la dècada de 1960.

## Opositor a Tito
Fins a principis dels seixanta, Ćosić era un devot de Tito i de la seva visió d'una Iugoslàvia harmònica. Entre 1961 i 1962, Ćosić es va veure involucrat en una llarga polèmica amb l'intel·lectual eslovè Dušan Pirjevec sobre la relació entre autonomia, nacionalisme i centralisme a Iugoslàvia.
Pirjevec, exponent del Partit Comunista d'Eslovènia, advocava per un model de desenvolupament descentralitzat per protegir les autonomies locals; al contrari, Ćosić era partidari d'un fort paper de l'autoritat federal, i advertia de l'amenaça dels nacionalismes perifèrics. Les polèmiques van constituir la primera fricció interna dins del Partit Comunista de Iugoslàvia després de la Segona Guerra Mundial i van acabar només amb la intervenció directa de Tito en suport de la tesi de Ćosić. No obstant això, a partir de 1962, la política interna de Tito estigué cada vegada més condicionada per les pressions autonomistes defensades per Pirjevec i el Partit Comunista Eslovè
A mitjans dels anys seixanta, després de la destitució d'Aleksandar Ranković i els seus aliats al plenari de Brijuni i el seu viatge a Kosovo, Ćosić es va començar a oposar a Tito. El 1964 va abandonar de sobte el Comitè Central de la Lliga de Comunistes de Iugoslàvia.
Per primera vegada Ćosić va declarar la seva oposició a la política de la Lliga dels Comunistes de Iugoslàvia en el ple del Comitè Central de la Lliga dels Comunistes de Sèrbia al maig de 1968. En el seu informe, "Tasques del comunista per a la implementació de la igualtat dels pobles de la República Federal de Sèrbia", palesava el problema de la desigualtat dels serbis dins de la Iugoslàvia federal, que trobava expressió en l'aguda insatisfacció amb la seva "posició i desenvolupament, resignació, un sentit de violació de la seva dignitat nacional i històrica, una certa ràbia universals dirigits contra amplis cercles de la població sèrbia". Va assenyalar a més que el creixement del sentiment antiserbi a Croàcia i Eslovènia, i va esmentar la difícil situació dels serbis a Kosovo i Metohija, "una sensació de perill entre serbis i montenegrins; la pressió sobre ells els força a emigrar; l'expulsió sistemàtica dels principals càrrecs de serbis i montenegrins, la desigualtat de drets davant dels tribunals, l'incompliment de les lleis ".
Els discursos de D. Ćosić i J. Marjanović van ser condemnats per la Comissió Ideològica del Comitè Central de la Lliga dels Comunistes de Iugoslàvia. Van ser percebuts com a desviats; els autors foren qualificats de "nacionalistes", "restes de forces burocràtiques derrotades". Ćosić va ser expulsat del partit i J. Marianović fou destituït del càrrec de degà de la Facultat de Filosofia de la Universitat de Belgrad. Després d'aquests esdeveniments, es va convertir en un dels opositors més famosos de Josip Broz Tito. El 1970, Dobrica Cosic va esdevenir membre de l'Acadèmia Sèrbia de Ciències i Arts, i en el seu discurs va dir que "el poble serbi va guanyar en la guerra i va perdre en la pau". En aquella època, Ćosić s'havia convertit en un partidari del nacionalisme serbi més ferotge i advocava per un canvi fonamental en la posició de Sèrbia a Iugoslàvia. Del lideratge serbi d'aleshores, que va adoptar la Constitució de la RSFI de 1974, va afirmar que era un "vassall".
De 1969 a 1972 va ser president de la Societat Cooperativa Literària Sèrbia.
Al voltant d'ell es va formar el "cercle de Ćosić" i fou un dels líders del "Comitè per a la Defensa dels Drets". Aquest comitè incloïa intel·lectuals que, a finals dels anys seixanta i setanta, sota la pressió de les autoritats, havien estat exclosos de la vida pública i política. Tanmateix, el 1980, la revista, "Opinió pública" creada per Ćosić, fou immediatament prohibida per les autoritats.
No obstant això, la situació de Ćosić sota Tito era molt diferent de la de molts altres opositors. A diferència de Đilas, que va rebre una condemna de presó, ell no va ser objecte de repressió. Ćosić va poder viure a la seva mansió d'elit a Belgrad, i els seus llibres se seguiren publicant en grans edicions.

## Carrera política
Durant els anys 80, Cosic es va involucrar més activament en els esdeveniments polítics. El 1984 va fundar el "Comitè per a la defensa de la llibertat de pensament i expressió", serbi: Odbor za odbranu slobode misli i izražavanja que defensava tots els opositors de la Iugoslàvia socialista (Janez Janša, Alija Izetbegović, Dobroslav Paraga, Vojislav Šešelj) independentment de la seva nacionalitat. Dos anys més tard, al setembre de 1986, l'Acadèmia Sèrbia de Ciències i Arts publica el seu controvertit Memoràndum en què analitza la situació actual a Iugoslàvia. El memoràndum era d'un caràcter altament nacionalista, i tradicionalment ha estat atribuït a Ćosić, tot i que aquesta afirmació ha estat rebatuda. Durant els anys 1989 i 1990, va ajudar a establir els partits nacionals serbis a Croàcia i Bòsnia i Hercegovina.
Després de la desintegració de Iugoslàvia, Sèrbia i Montenegro decideixen de romandre juntes i, el 27 de d'abril de 1992, i el 27 d'abril de 1992 proclamen un estat anomenat República Federal de Iugoslàvia (RFI). Aquest estat, que estava sota el control de Slobodan Milošević, es va proclamar hereu de la RSFI. Milošević va aconseguir de convèncer Ćosić perquè es convertís en el primer president de la nova RFI,i així fou nomenat per l'Assemblea Federal el 15 de juny del mateix any. En aquest període, la imposició de les sancions generals internacionals (resolució 757 del Consell de Seguretat de l' ONU del 30 de maig de 1992, van comportar una hiperinflació, quan la taxa de canvi del dinar iugoslau enfront del marc alemany anava caient d'hora en hora. En circulació hi havia bitllets per valor de 500 mil milions de dinars, i el govern es va veure obligat a racionar productes alimentaris bàsics.
En una situació difícil, el president Ćosić va manifestar un canvi d'actitud i va demanar als serbis de Bòsnia d'acceptar el pla de pau "Vance–Owen", però Radovan Karadžić i l'Assemblea Nacional de la República Sèrbia va rebutjar aquestes iniciatives. El 20 de juny de 1993 va ser rellevat del càrrec de president per votació secreta al Parlament, que va triar llavors un líder radical, Vojislav Šešelj.
Ćosić va continuar la seva lluita contra el comunisme després que fos retirat del rellevat del president de la República Federal de Iugoslàvia. Va ser un dels pocs acadèmics que van expressar el seu desig de parlar en les manifestacions de protesta de 1996-1997.
El 2000, va entrar al Moviment de Resistència Nacional, però més tard va dir que no ho hagués fet si hagués sabut que la resistència era finançada des de l'estranger.
Dobrica Ćosić va defensar obertament la divisió de Kosovo i Metohija en la dècada de 1990. Ćosić en el seu llibre Kosovo (2004) aborda aquest tema. Aquesta proposta va rebre el suport de Noam Chomsky al maig de 2006.
En una entrevista a la televisió serbia, Chomsky fou preguntat sobre quina seria quina és la millor solució per a l'estatus final de Kosovo. Ell va respondre:
| « | El meu sentiment ha estat durant molt de temps que l'única solució realista és la que el president de Sèrbia va oferir de fet [és a dir, Dobrica Ćosić, llavors president de Iugoslàvia], penso que al voltant de 1993, és a dir, una mena de partició, amb els serbis; ara com ara molts pocs serbis han marxat, però llavors, aquelles eren les àrees sèrbies que formaven part de Sèrbia i la resta seria el que anomenem "independent", el que significa que s'uniran a Albània. No veig ... No he vist cap altra solució factible des de fa deu anys. | » |

Dobrica Ćosić va morir el 18 de maig del 2014 al seu domicili de Belgrad. Tenia 92 anys.

## Carrera literària
Dobrica Ćosić va començar la seva tasca literària novel·la Daleko je sunce ("Lluny és el sol") el 1951, en la qual evoca la seva experiència de la guerra en la lluita d'alliberament nacional i la imatge de crisi moral i psicològica de la personalitat en condicions de guerra. Mentre aquesta novel·la contenia els esdeveniments més recents de la història nacional, la segona novel·la, titulada Koreni ("Arrels"), que va ser publicada el 1954, pren el material de la realitat de Sèrbia a finals del segle xix. Aquesta és un retrat del cisma en una família patriarcal, però també de la divisió en la nació. Ćosić va discernir la mentalitat d'un poble serbi amb una acurada anàlisi psicològica, va palesar els inicis i les causes de l'agitació política, va presentar alguns personatges sorprenents. Després de la novel·la de culte "Arrels" arriba "Set dies a Budapest", serbi: „Sedam dana u Budimpešti“ (1956), i a continuació la novel·la "Divisió" (1961) serbi: Deobe, en què Ćosić torna a la Sèrbia de la Segona Guerra Mundial. El tema central és la divisió de les persones entre partisans i txètniks i les conseqüències d'aquesta divisió. Des del punt de vista literari i artístic, aquesta novel·la aporta un seguit d'innovacions: el domini del monòleg interior, l'aparició de la massa com a heroi literari en forma polilògica (diàleg multicèntric), la introducció de materials documentals, versatilitat estilística i vocabulari complex.
El 1964, Ćosić escriu l'assaig "Acció", serbi: Akcija i el 1966 l'assaig "Responsabilitats", serbi: Odgovornosti. Aquest mateix any, Ćosić va publicar l'anomenada novel·la paràbola titulada "Conte de fades", serbi: Bajka, i després una altra vegada un assaig titulat "El poder i l'ansietat", serbi: Moć i strepnje (1971). En el període de 1972 a 1979, Ćosić retorna al tema èpic i escriu la novel·la històrica "Temps de mort", serbi: Vreme smrti en quatre llibres. Es tracta d'una novel·la sobre la Primera Guerra Mundial, un ampli fresc del temps, esdeveniments i destins humans. Llavors, continuant la història dels individus de la família Katić del poble de Prerova, que es va iniciar amb la novel·la "Arrels", Ćosić escriu una saga no només de la família Katić, sinó sobre la Sèrbia que ha experimentat el Gòlgota. El 1982 es va publicar un altre assaig titulat "De debò i possible", serbi: Stvarno i moguće, i després la trilogia "Temps de mal", serbi: Vreme zla („Vernik“ 1990, „Grešnik“ 1985. i „Otpadnik“ 1986), que es pot definir com una novel·la política, en la qual Ćosić continua la història dels individus de la mateixa família, però també personatges que van iniciar la seva vida novel·lesca a "Temps de mort". Llavors, "Temps de mort" i "Temps de mal" omplen els buits entre la novel·la "Arrels" i la novel·la "Divisió" i aconsegueixen una història contínua de Sèrbia, Prerova, i les dues famílies de Prerova. Com a culminació de tot això, el 1996, arriba l'obra "Temps de govern", serbi: Vreme vlasti, que continua la història que va començar amb la novel·la "Arrels".
En el període comprès entre 2001 i 2008, Dobrica Ćosić publica en sis llibres Piščeve Zapise ("Registres d'escriptor"). Es tracta principalment d'anotacions de l'escriptor escrites en forma de diari. El primer llibre abasta el període comprès entre 1951 i 1968, i la seva composició és una barreja confusa d'esdeveniments i personalitats clau,, amb associacions que proporcionen el context de les suposicions i les conseqüències. El llenguatge també és literari i historicofilosòfic, amb una anàlisi psicològica col·lectiva. El segon llibre cobreix el període comprès entre 1969 i 1980, que Ćosić va passar fent oposició al règim de Tito i el tercer des de 1981 fins a 1991, és a dir, els anys en què Ćosić era el portador o participant de gairebé totes les iniciatives d'oposició a Sèrbia. El quart llibre, "El llibre dels registres", serbi: Piščevih zapisa, a diferència dels tres anteriors, que abasten un període de quatre dècades, es limita a un període de només dos anys (1992-1993), en què els esdeveniments van ser molt turbulents i dramàtics. Aquest llibre és una apassionant revisió del període actual de la vida de l'estat i de les seves idees i és un exemple sorprenent d'exposició històrica del gran drama de finals del segle passat.
En 2002 es va publicar l'obra de Ćosić "Els escriptors del meu segle", serbi: Pisci moga veka i des de 2002 a 2003, va escriure i va publicar, en dos llibres, "La qüestió sèrbia", serbi: Srpsko pitanje. El 2004 va publicar el llibre "Kosovo", el 2005, "Amics" serbi: Prijatelji, a continuació, l'any 2007, "Temps de govern 2", serbi: Vreme vlasti 2, que es basa la història de les famílies Katić i Dačić durant el govern de Josip Broz Tito, que d'altra banda apareix a la novel·la com un heroi en forma literària, viu i creïble, de carn i ossos, i acaba el 1998, quan, com va dir una vegada Ćosić, els verificadors de Walker van ocupar Kosovo.
La darrera novel·la de Ćosić va aparèixer el 2009 i es titula "El temps de la serp", serbi: Vreme zmija. En aquesta novel·la es troben notes d'un diari escrit durant els bombardejos de l'OTAN de 21 de març 1999 i 1 de gener del 2000. L'última novel·la, "En un altre segle", serbi: U tuđem veku es va publicar el 2011. La novel·la és el diari de l'ex President de la República Federal de Iugoslàvia i escriptor Dobrica Ćosić. En el seu diari, presenta els seus punts de vista sobre temes sociopolítics actuals a Sèrbia i al món. La nova edició de la novel·la "Temps de mort", la primera després de 30 anys, va ser anunciada en 2014. Ćosić, però, va morir poc després.

## Llista d'obres
Ćosić fou un escriptor molt prolífic que va guanyar dos cops el prestigiós Premi NIN de literatura.
- Dаleko je sunce (1951)
- Koreni (1954)
- Deobe 1-3 (1961)
- Akcija (1964)
- Bаjkа (1965)
- Moć i strepnje (1971)
- Vreme smrti 1-4 (1972–1979)
- Stvarno i moguće (1982)
- Vreme zlа: Grešnik (1985)
- Vreme zlа: Otpаdnik (1986)
- Vreme zlа: Vernik (1990)
- Promene (1992)
- Vreme vlаsti 1 (1996)
- Piščevi zаpisi 1951—1968.(2000)
- Piščevi zаpisi 1969—1980. (2001)
- Piščevi zаpisi 1981—1991. (2002)
- Piščevi zаpisi 1992—1993. (2004)
- Srpsko pitаnje 1-2 (2002–2003)
- Pisci mogа vekа (2002)
- Kosovo (2004)
- Prijаtelji (2005)
- Vreme vlаsti 2 (2007)
- Piščevi zаpisi 1993—1999. (2008)
- Piščevi zаpisi 1999—2000: Vreme zmijа(2009)
- Srpsko pitanje u XX veku (2009)
- U tuđem veku (2011)
- Rat u Bosni (2012)
- Kosovo 1966-2013 (2013)